# Füves puszta

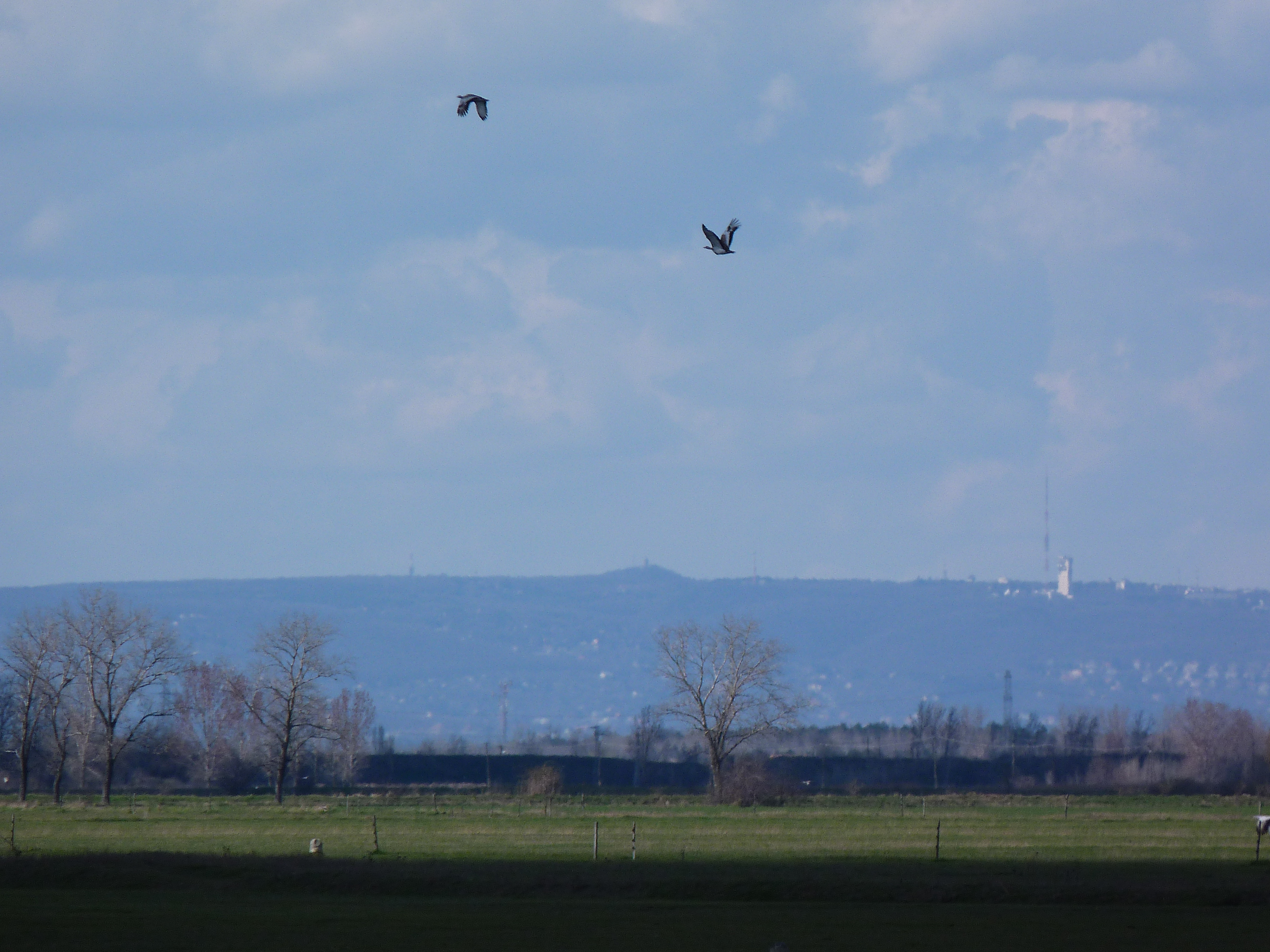
Apajpuszta

A füves puszta a mérsékelt öv egyik alapvető biomja, az arid övet északról, illetve délről szélesen szegélyező, szemiarid éghajlatú öv. Ez három területen (Eurázsiában, Észak-, illetve Dél-Amerikában) fejlődött ki. Eurázsiai változata után tágabb értelemben sztyeppnek nevezzük a mérsékelt öv mindazon területeit, amelyeken a  viszonylag kevés (200–500 mm) csapadék miatt fás növényzet már nem tud kialakulni, így felszínt borító vegetációban a fűfélék és más lágy szárú növények dominálnak. A szűkebb értelemben vett sztyepp csak az eurázsiai füves puszta (zömmel Közép-Ázsiában és Kelet-Európában); az észak-amerikai változatot prérinek, a dél-amerikait pampának nevezzük. A trópusi égövben, tehát az arid öv és az egyenlítői esőerdő között kialakult füves puszta a szavanna (Afrika, Dél-és Közép-Amerika, Dél-Ázsia, Észak-Ausztrália).

## Növényzet
A füves puszták átmenete a sivatagok felé a félsivatag, az erdőzónák felé az erdőssztyepp, illetve erdős szavanna.
A rendszeres tűz- és legelési stressz ellen a növények föld alatti raktározószerveikkel és gyakran ún. tőhajtás kifejlesztésével védekeznek.
Sok fajra jellemző a mélyre hatoló gyökérzet, mely pázsitfüvek esetén akár 1,5–1,8 m mélyre hatol, míg egyes kétszikűek 5-6 méter mélyre lenyúló karógyökerekkel rendelkeznek.
A vegetációnak kettős nyugalmi állapota van, a téli hideg és a nyári szárazság idején. A sivatagokhoz hasonlóan elég gyakoriak a magállapotban áttelelő efemer növények.

### A növényzet besorolása
Megjelenés szerint törpefüvű és magasfüvű pusztákról,
talajtani viszonyaik alapján lösz-, homok-, sós (szikes) pusztákról és sziklás talajon élő pusztai gyepekről beszélünk.
Florisztikai és strukturális különbségek alapján mérsékelt övi és trópusi formációkat eurázsiai (sztyepp), észak-amerikai (préri) és dél-amerikai (pampa) mérsékelt övi, másrészt afrikai, dél- és közép-amerikai, dél-ázsiai és ausztráliai trópusi formációkat (szavanna) különítünk el.

## A sztyepp fontosabb képviselői
- Amaranthaceae
- Árvalányhaj (Stipa sp.)
- Csenkesz (Festuca sp.)
- Carex humilis
- Allium sp.
- Colchicum sp.
- Paeonia sp.
- Adonis sp.
- Artemisia sp.

## A préri fontosabb képviselői
- Andropogon sp. közül az Andropogon gerardii-Nagy kékszárú prérifű amely a magasfüvű préri meghatározó fűféléje.
- Stipa sp.
- Agropyron sp.
- Kékgrama (Bouteloua)fajok közül elsősorban:
- Bouteloua gracilis-kék pázsitfű, amely a rövidfüvű préri meghatározó faja.
- Bouteloua dactyloides-bölényfű, szintén a rövidfüvű préri jellemző faja.
- Bivalyfű (Buchloe sp.)
- Oenothera sp.
- Phlox sp.
- Sorghastrum nutans- Indián fű a magasfüvű préri egyik jellemző, meghatározó fűféléje.
- Schizachyrium scoparium-Kis kékszárú prérifű-jellemzően a magasfüvű prérin fordul elő.
- Vesszős köles (Panicum virgatum)-szintén a magasfüvű préri jellemző faja.

## Képek

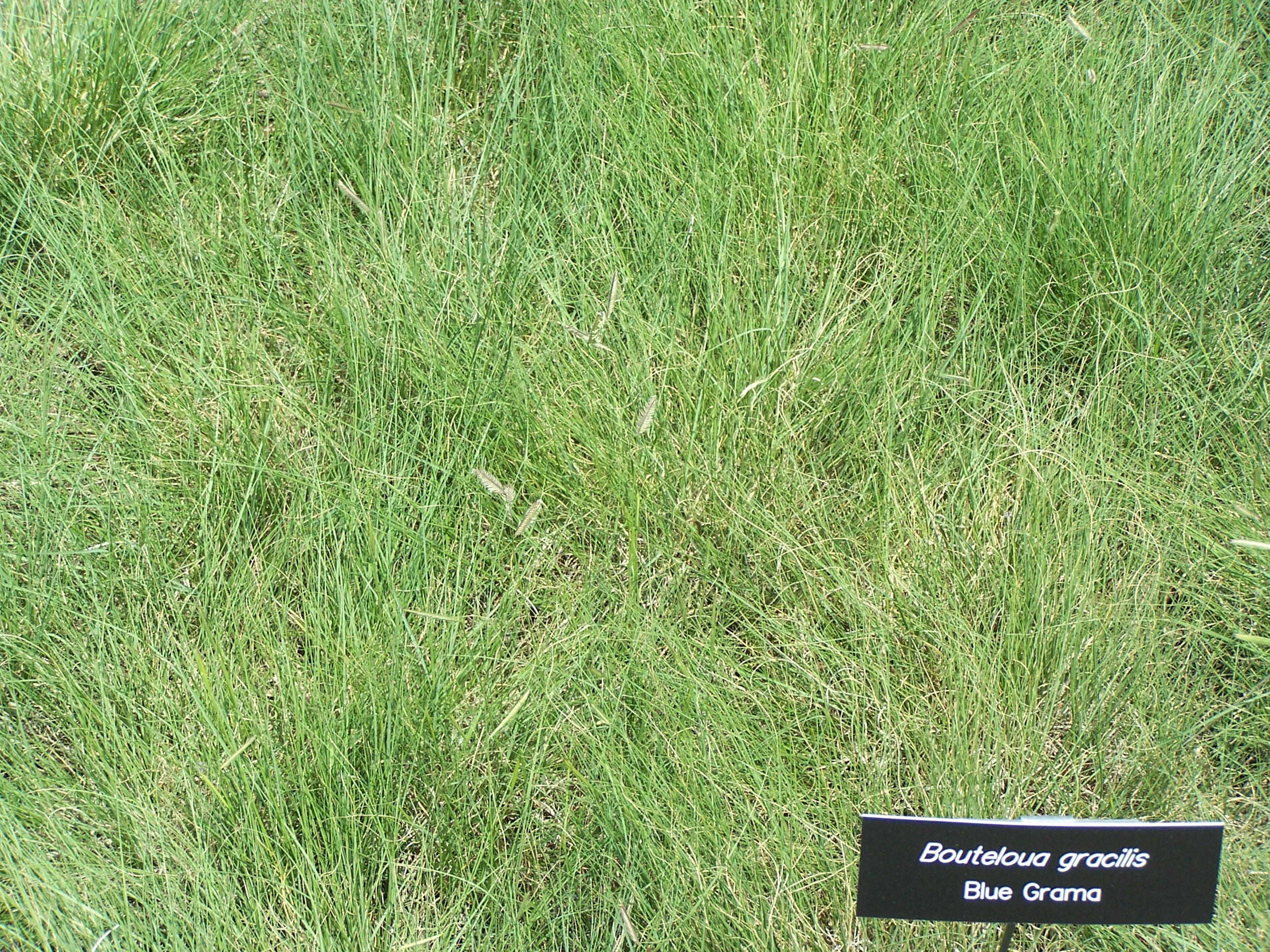
Kék pázsitfű
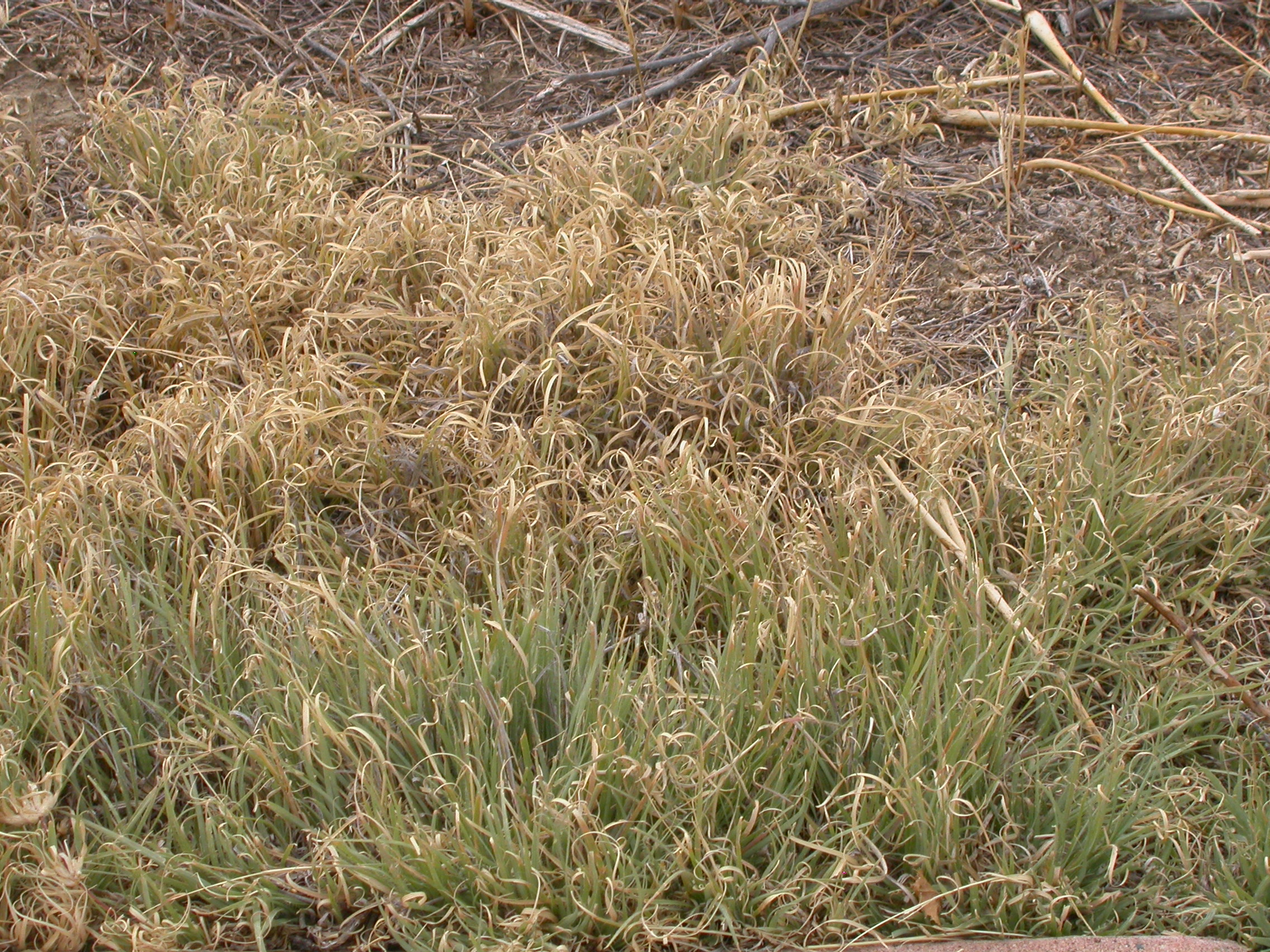
Bölényfű
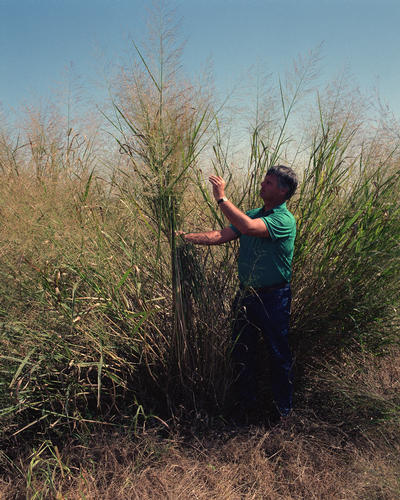
Cirok
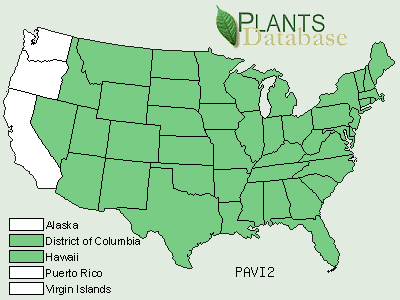
A vesszős köles elterjedése
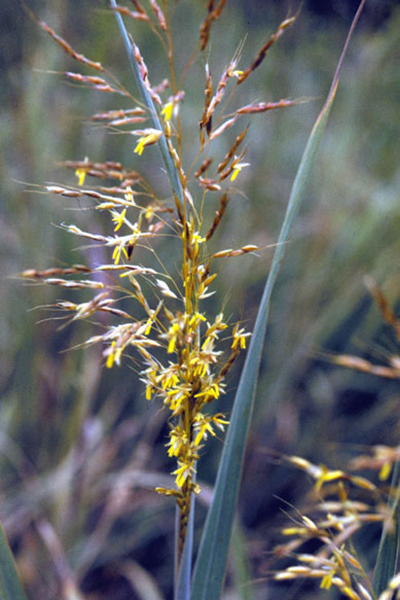
Indiánfű kalásza
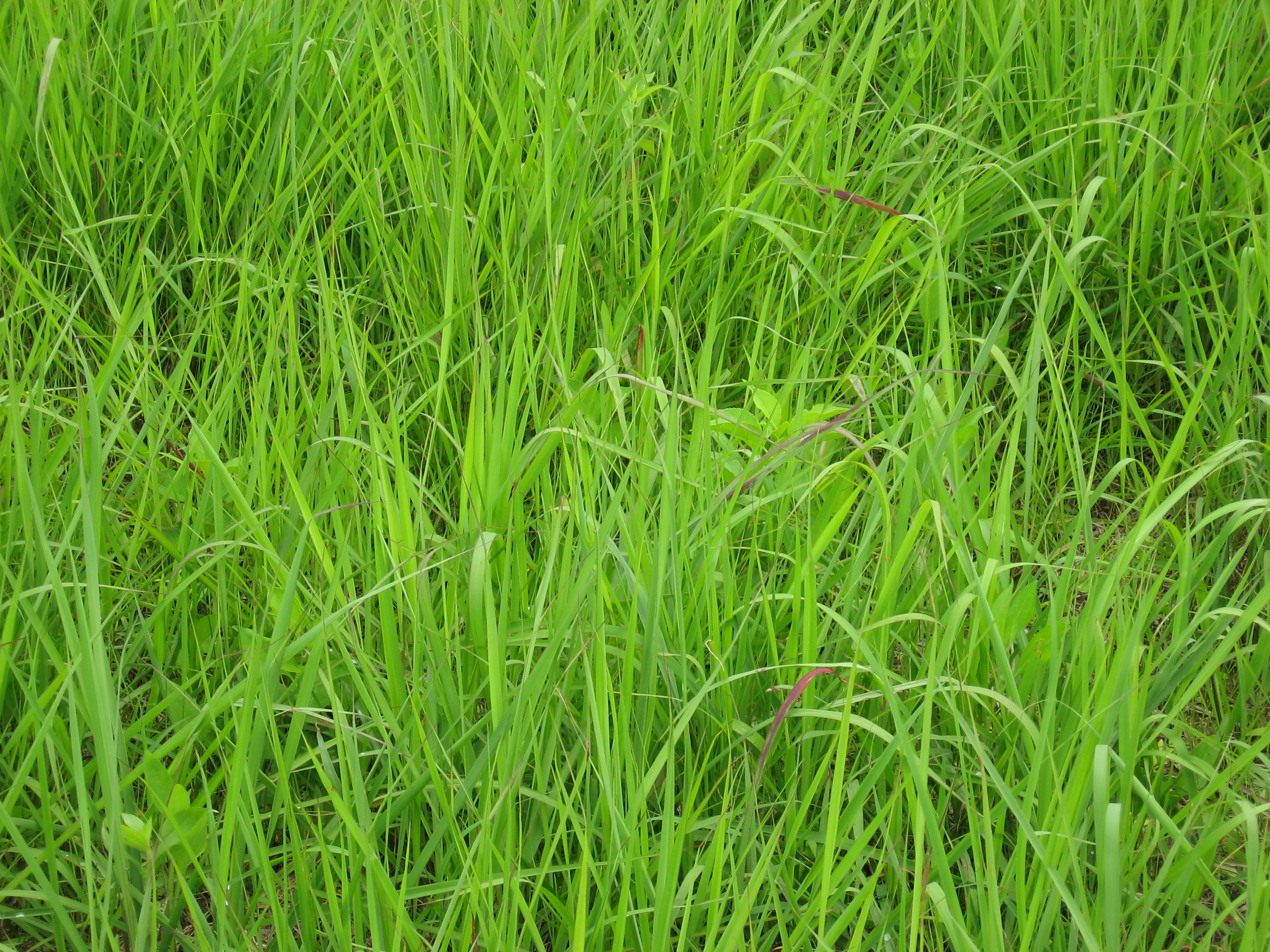
Indiánfű levelei
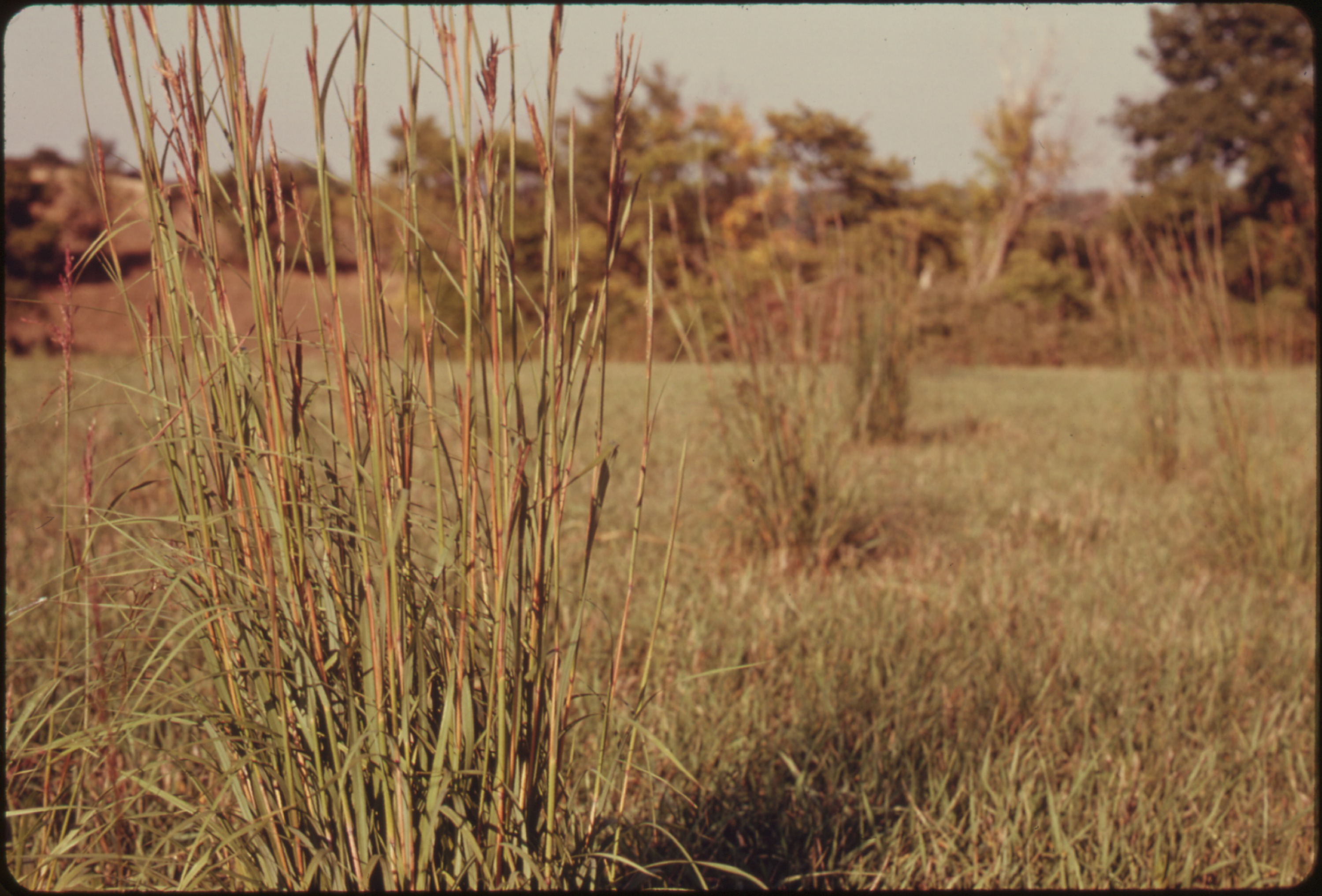
Nagy kékszárú prérifű Kansas melletti prérin
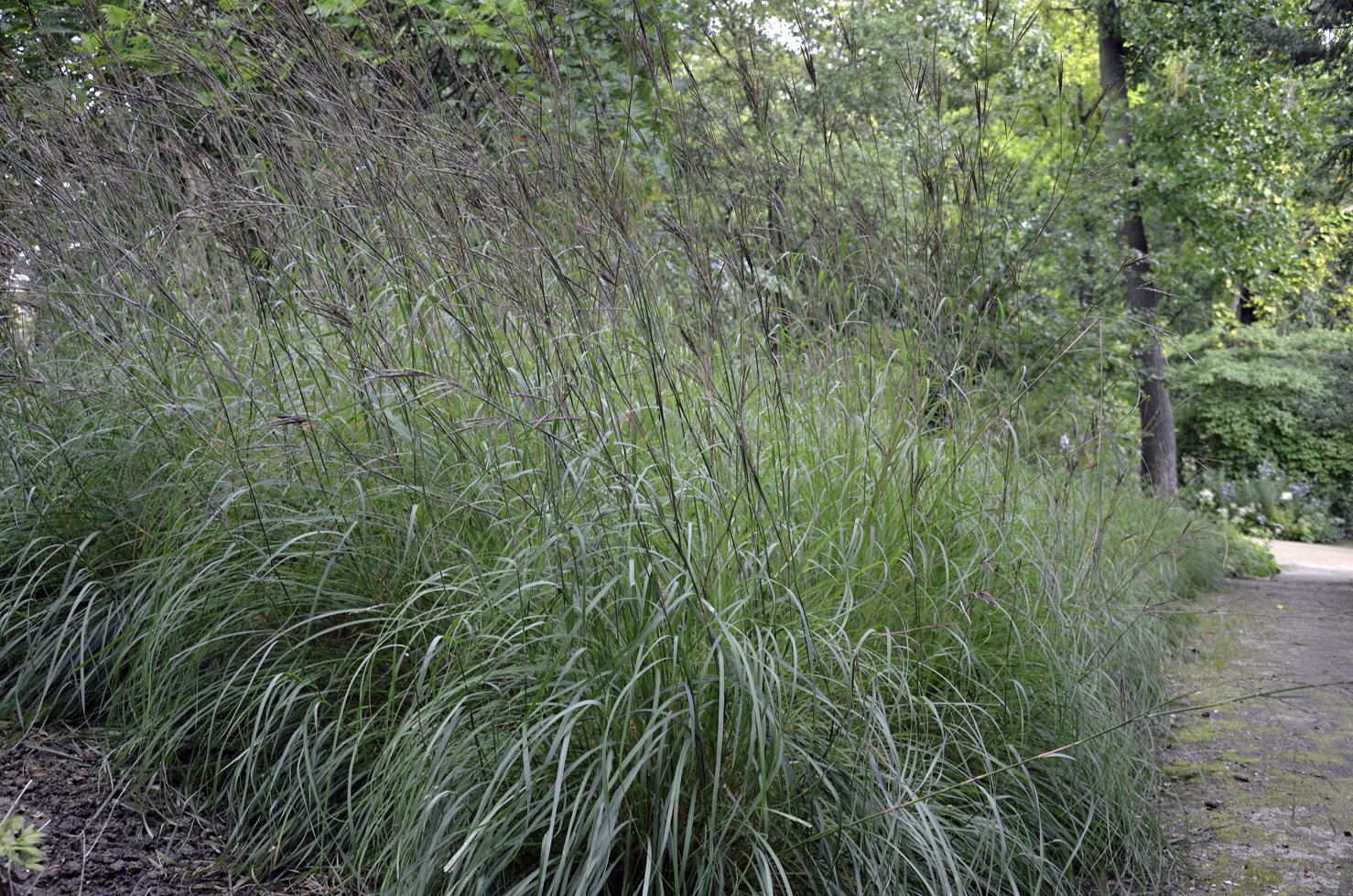
Nagy kékszárú prérifű habitusa
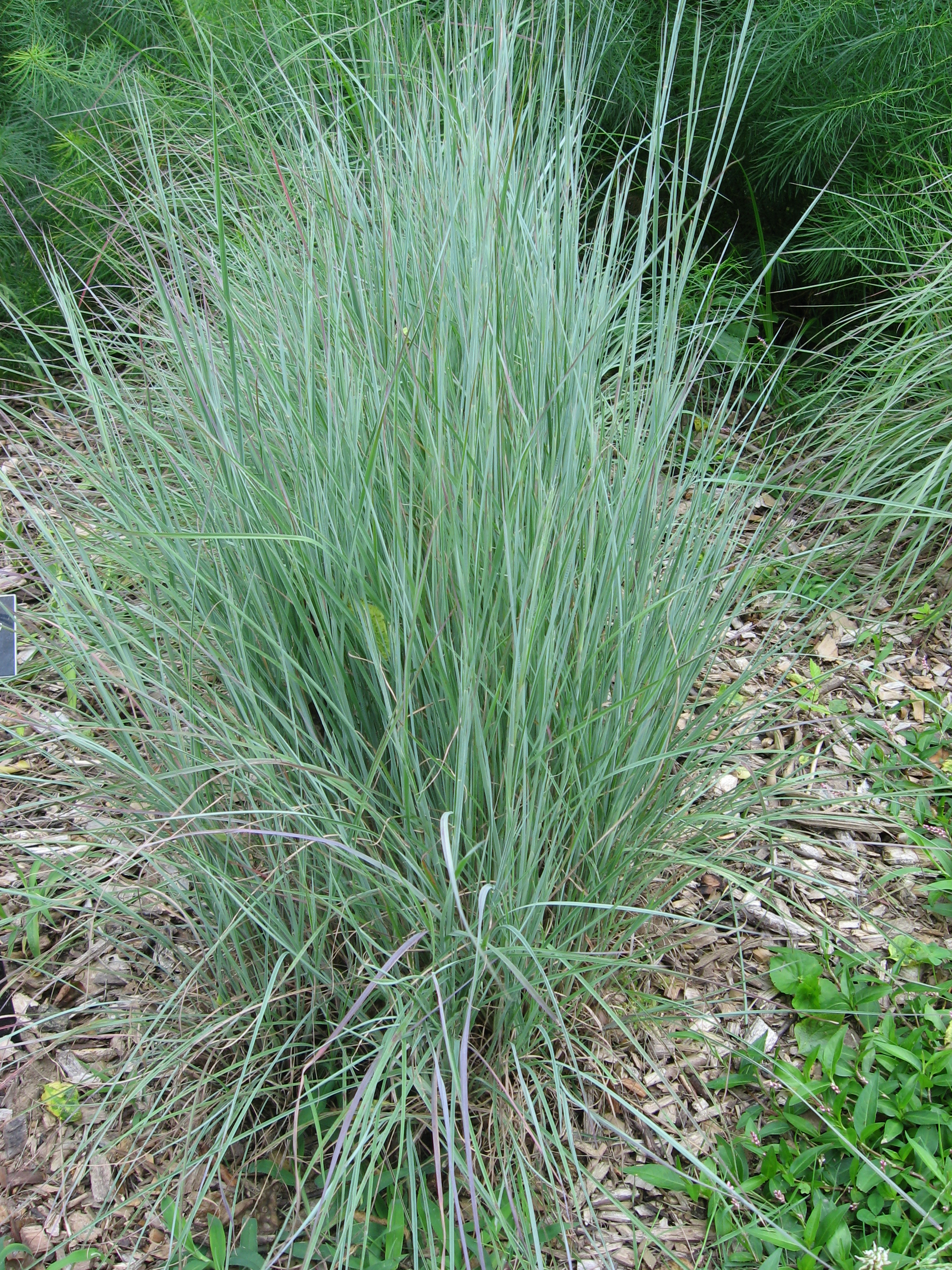
Kis kékszárú prérifű habitusa
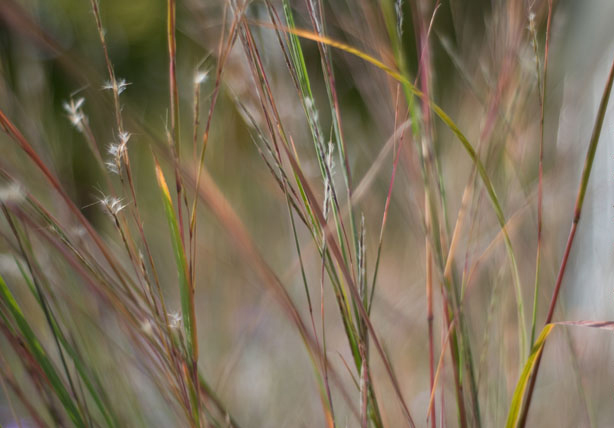
Kis kékszárú prérifű kalászkái
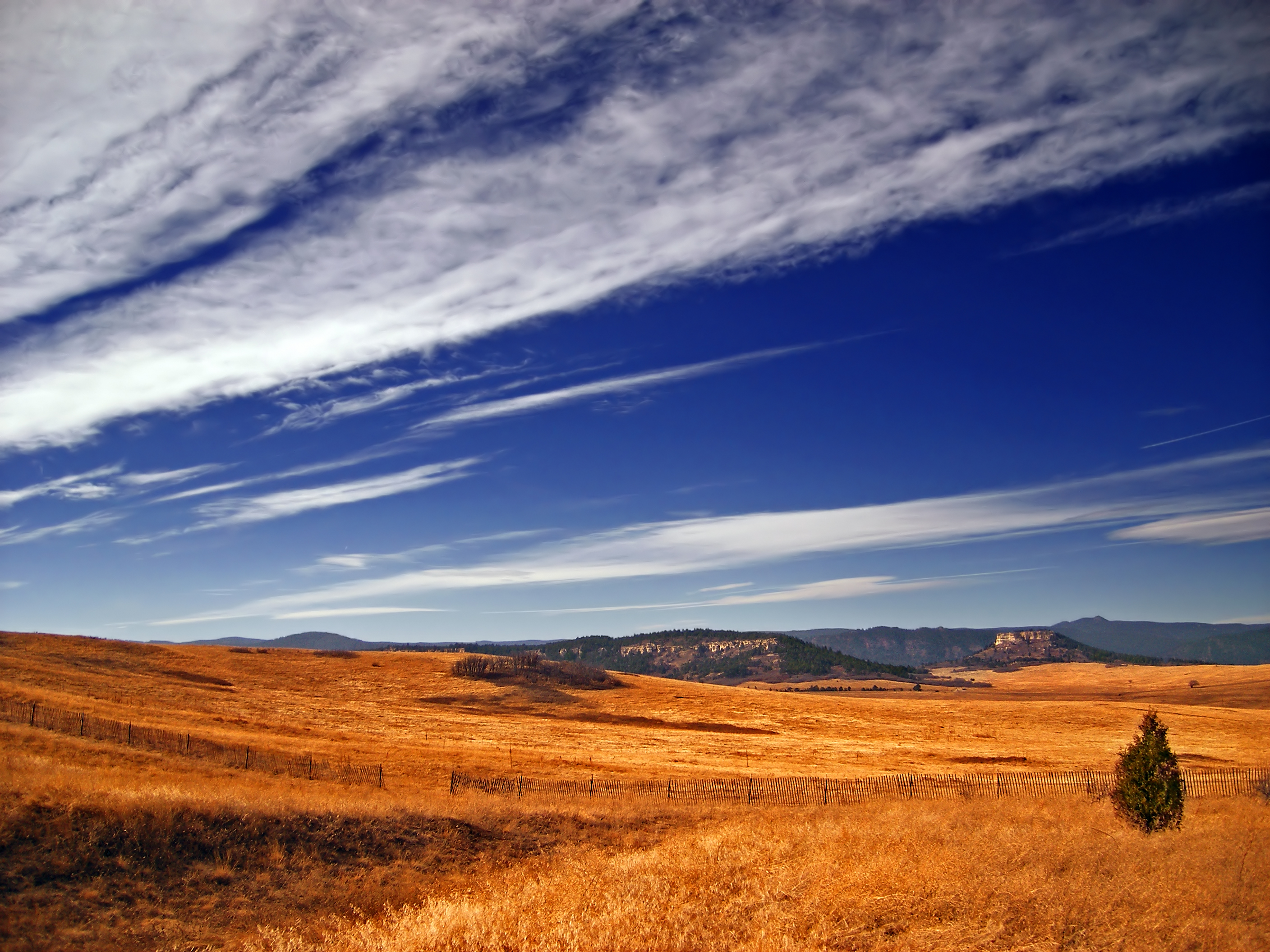
Rövidfüvű préri Coloradóban
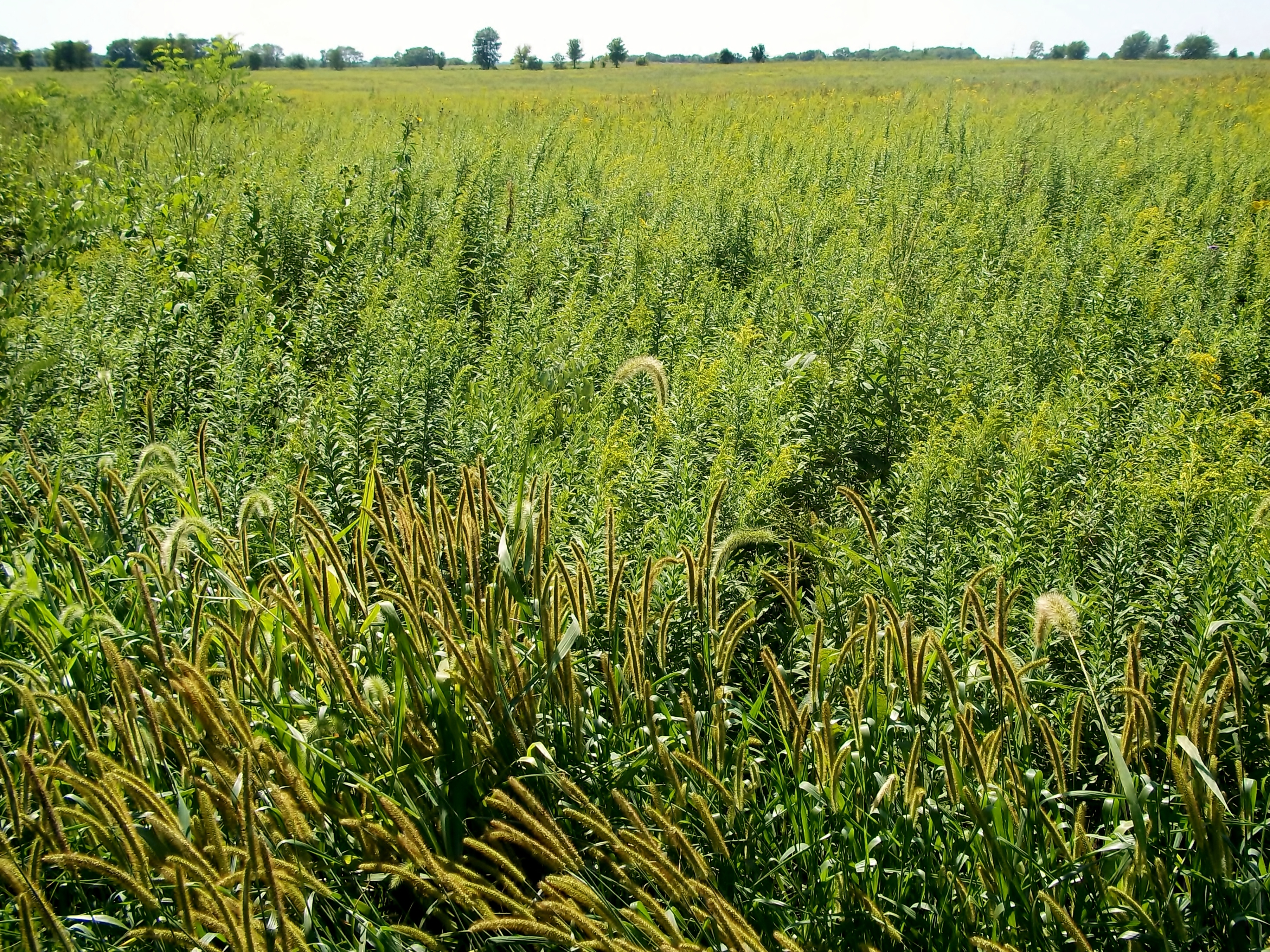
Magasfüvű Préri Illinois-ban
Great Plain préri típusok fűmagasság alapján
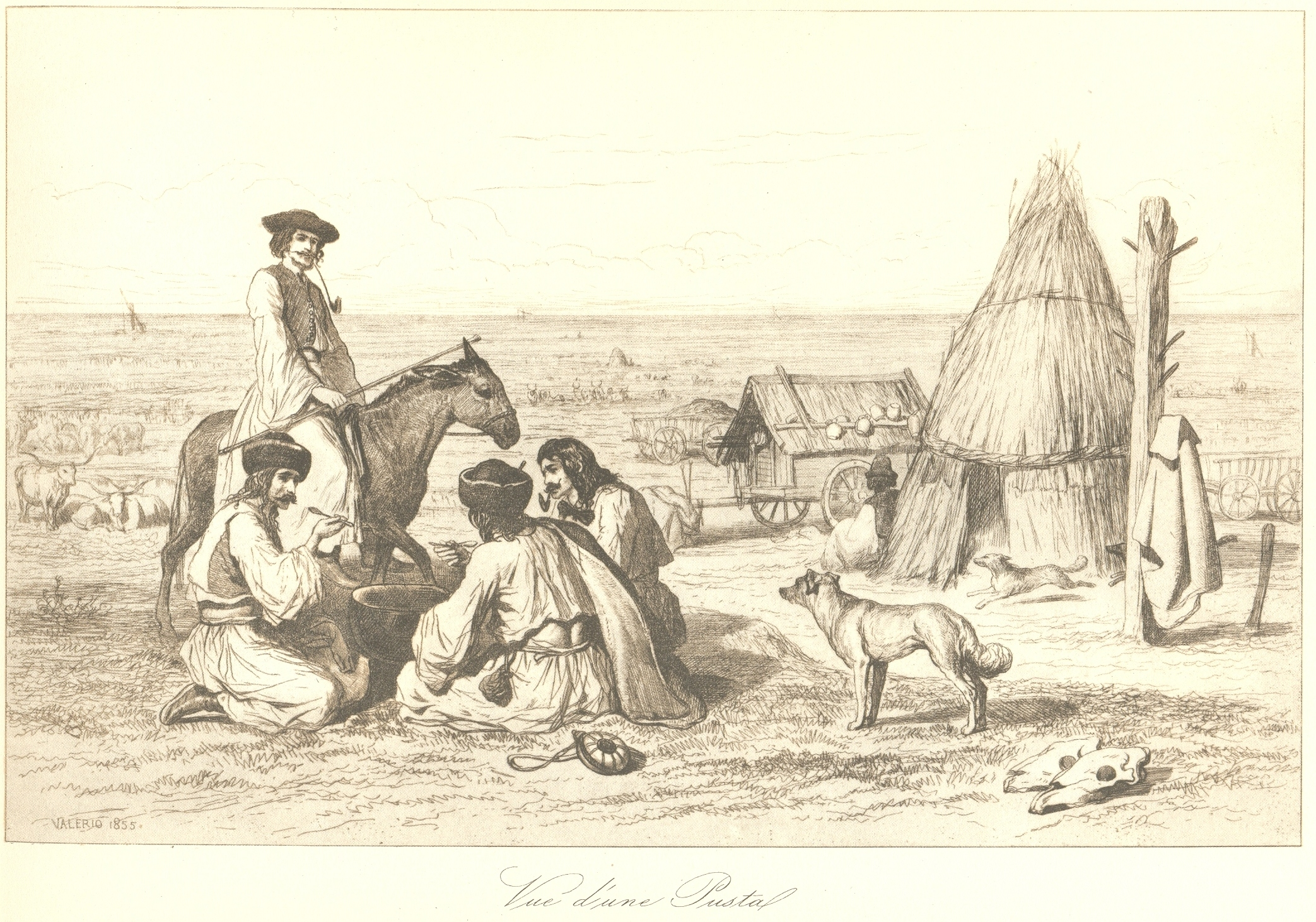
Pusztai pásztorok

## A pampa fontosabb képviselői
- sokuk megegyezik a préri képviselőivel
- Iringó (Eryngium eburneum)
- Eriocaulon sp.
- pampafű-Cortaderia selloana

## Képek

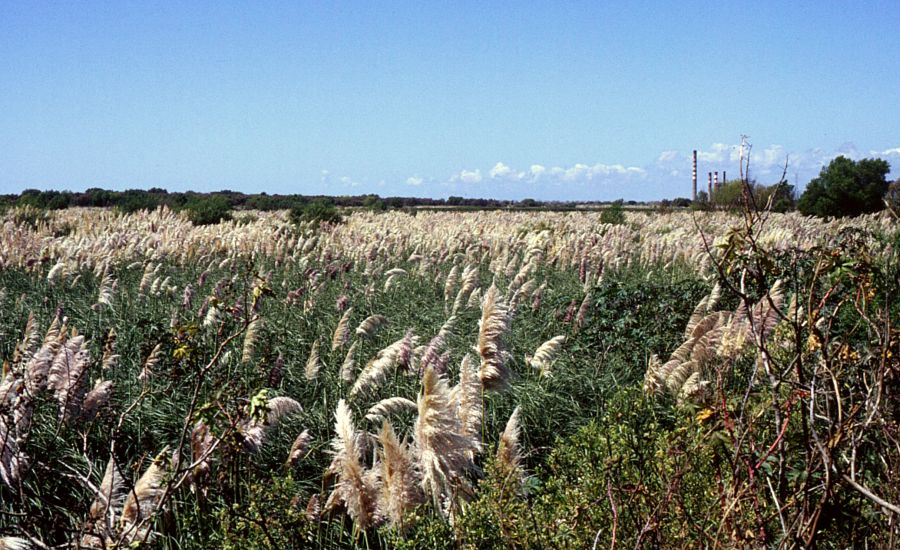
Pampafű-mező Argentínában
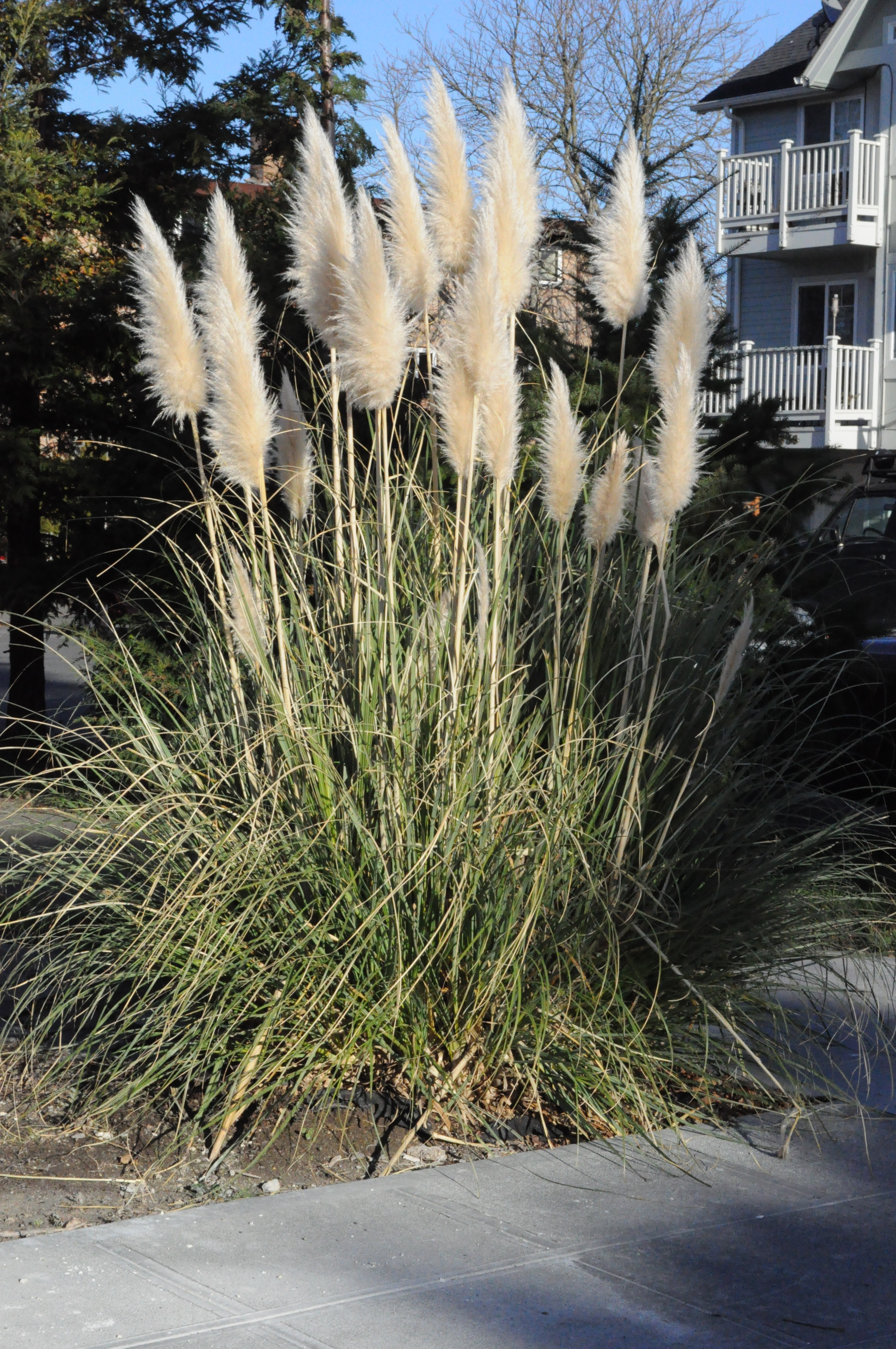
Pampafű habitusa
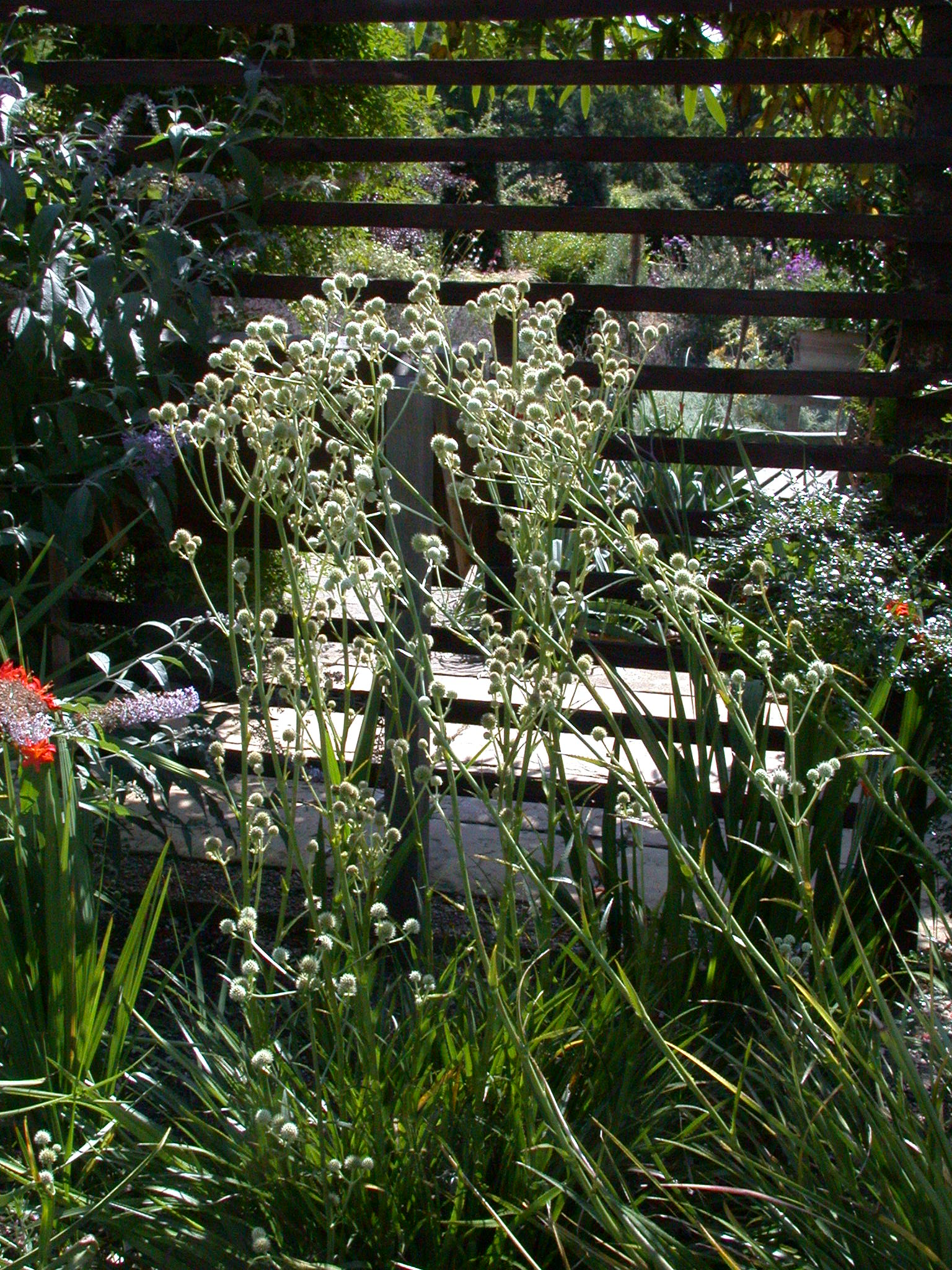
Eryngium eburneum
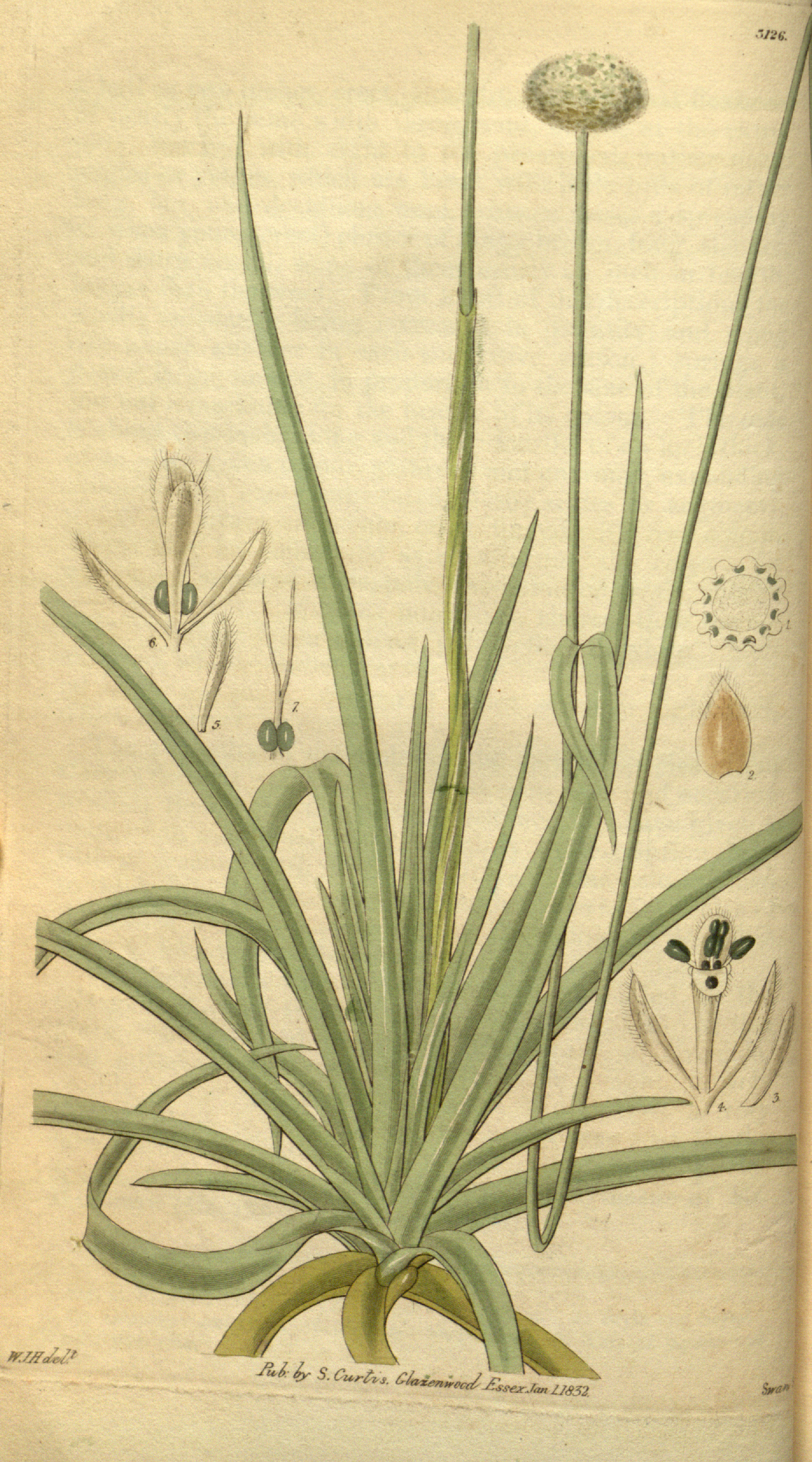
Eriocaulon decangulare illusztrációja
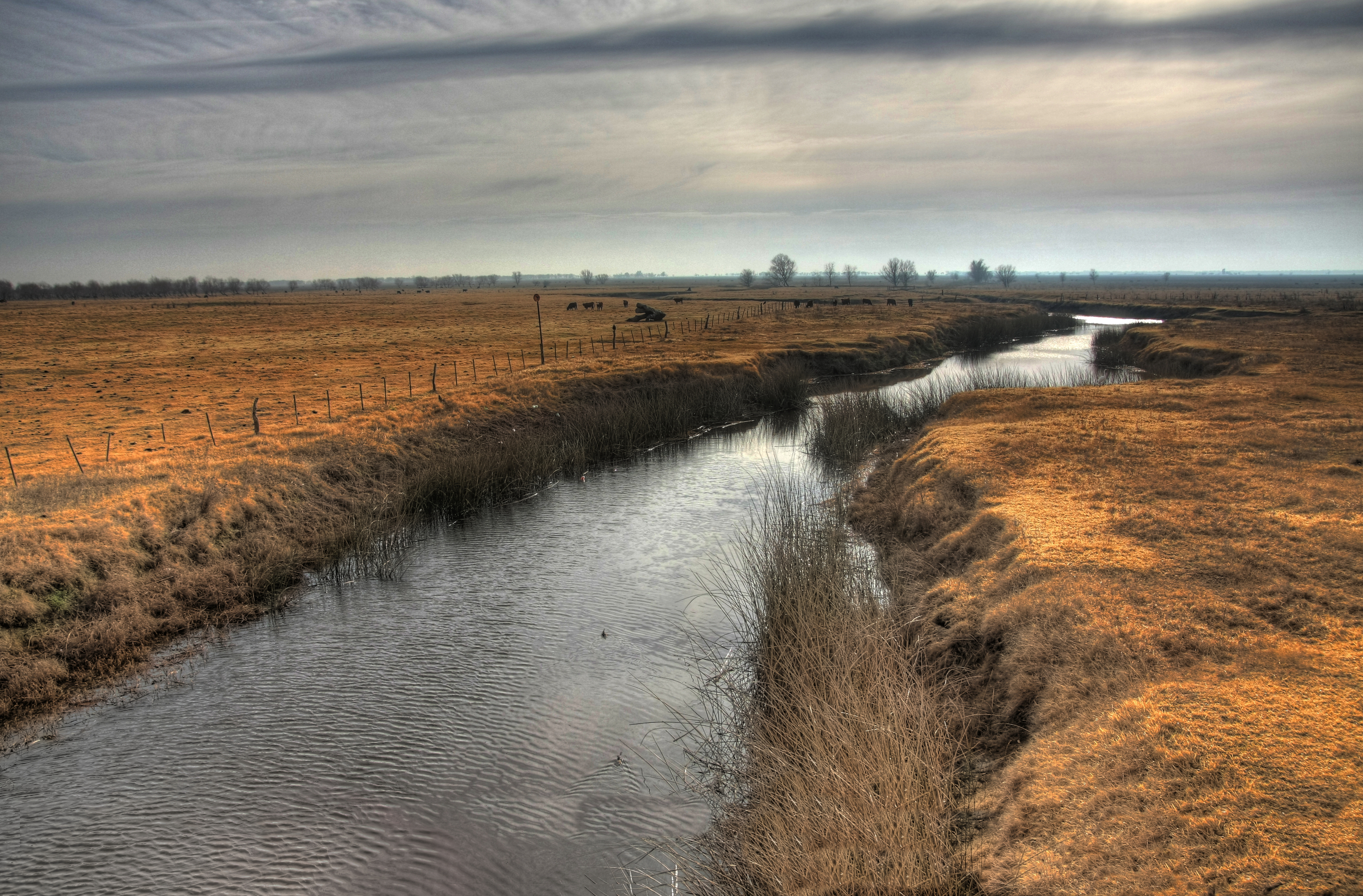
Argentin pampák, Buenos Aires tartomány

## Lásd még
- Puszta (egyértelműsítő lap)